# Francesco Lorenzi

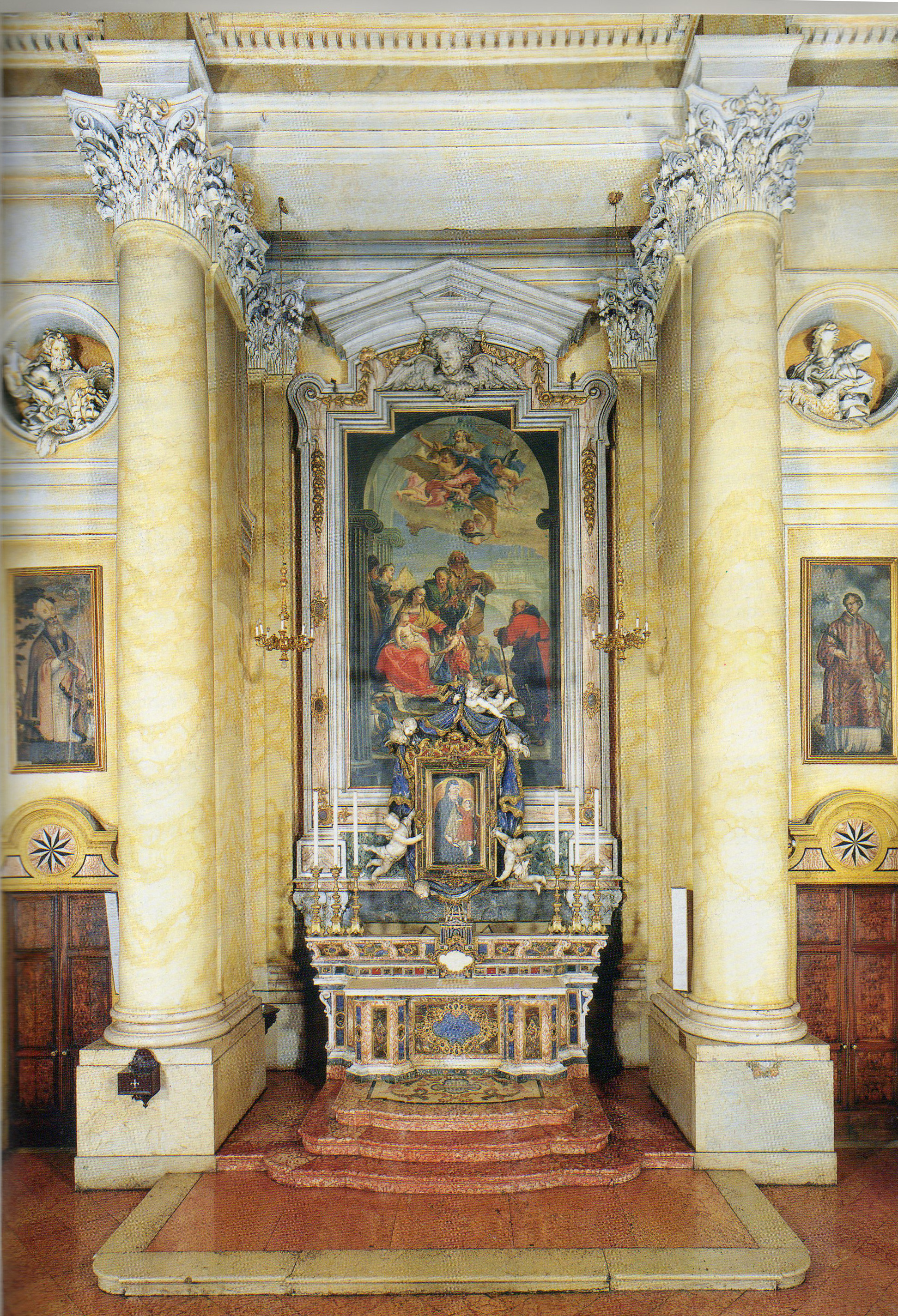
Pala d'altare nella cappella della Provvidenza in San Lorenzo a Brescia

Francesco Lorenzi (Mazzurega, 1723 – Verona, 1787) è stato un pittore italiano, allievo di Giambattista Tiepolo.

## Biografia
Nato in provincia di Verona, da famiglia facoltosa, per parte di madre era imparentato con la famiglia Badile, di lunga e importante tradizione artistica, e che poteva annoverare figure come Antonio Badile, Bartolomeo Badile e Giovanni Badile legate alla produzione pittorica del Veronese. Di questa relazione di parentela è testimonianza la proprietà di Villa Cavarena, precedentemente posseduta da Antonio Badile e passata successivamente ai Lorenzi, e in particolare al celebre abate Bartolomeo Lorenzi, fratello di Francesco che ne fece la sua dimora.
Educato sin dall'infanzia alle lettere, ed in particolare alla poesia, il giovane Francesco nutrirà tuttavia una particolare propensione alla pittura, scegliendo come punto di riferimento Paolo Veronese, al quale è lontanamente imparentato tramite la linea di sangue dei pittori Badile.
Dimostrandosi eccezionalmente dotato, viene probabilmente raccomandato da Scipione Maffei, che ha lasciato una lettera dove definisce il Lorenzi bravo pittore, per entrare nel 1745 come allievo a Venezia presso lo studio del celebre pittore Gambattista Tiepolo. Presso l'officina del Tiepolo il Lorenzi rimase circa cinque anni, cercando di affinare la tecnica della pittura ad olio, e facendo diversi schizzi dei disegni preparatori del maestro.
Alla partenza del Tiepolo per Würzburg nel 1750 il Lorenzi fece ritorno nella sua Verona dove non tardò ad aprire una propria bottega, e diventando attivo nella produzione di pale d'altare e quadri istoriati. Fu attivo in gran parte nell'Italia settentrionale, ma ebbe occasione di avere alcune commesse anche all'estero, in particolare a Lipsia, Praga e Londra. Tra le sue opere sacre più significative si ricordano la pala per S. Lorenzo a Brescia, il "Trionfo della Religione" nel Duomo di Lonato del Garda e "La Vergine tra i Ss. Ambrogio e Carlo", nel transetto destro della Cattedrale di Vigevano.
Il Lorenzi continuò a specializzarsi nella pittura ad olio, nella quale divenne un vero maestro, diventando nel contempo un abile incisore, collaborando, grazie a suo fratello Giandomenico, alla pubblicazione dei più importanti trattati scientifici dell'epoca.
Nel 1761 il Tiepolo si reca a Verona per affrescare le pareti di Palazzo Canossa e incontra nuovamente il suo vecchio allievo, incoraggiandolo a dedicarsi alla tecnica dell'affresco, dando così vita ad un importante momento di svolta del pittore veronese. Nell'affresco il Lorenzi manifesta subito un particolare talento, al punto tale che il figlio di Tiepolo, Giandomenico, attribuirà erroneamente alcune opere del Lorenzi a suo padre, che nel frattempo è partito diretto in Spagna.
Da quel momento il Lorenzi diventa uno dei depositari più importanti dello stile del Tiepolo, iniziando a lavorare, in collaborazione con Antonio Galli da Bibbiena e Filippo Maccari, agli affreschi di Palazzo Ferrari a Verona nel 1764. Lavora inoltre agli affreschi di Villa Vecelli Cavriani a Mozzecane (VR) recentemente restaurati.
Morì nel 1787 dopo essersi gravemente ammalato e costretto a ritirarsi in privato.